# Эмилий Сура
Эмилий Сура (Aemilius Sura) (предположит. II век до н. э.) — древнеримский историк — анналист республиканского периода, цитируемый в I книге «Римской истории» Веллея Патеркула.
Из его биографии неизвестно абсолютно ничего.
Сура написал «De annis populi Romani» («О возрастах римского народа»), от которой сохранился единственный фрагмент, цитируемый в I книге «Римской истории» Веллея Патеркула. Правда, у исследователей, есть основания сомневаться в том, что сам Патеркул цитирует Эмилия Суру, предполагают, что это вставка была сделана позднее.
В сохранившемся фрагменте освещаются события II века до н. э., и говорится о достижении Римом мирового господства.